# شبکه تحقیقاتی جهانی شدن و شهرهای جهان
الگو:Infobox Institute
شبکه تحقیقاتی جهانی شدن و شهرهای جهان (انگلیسی: Globalization and World Cities Research Network) یک اتاق فکر یا اندیشکده است که به مطالعه روابط بین شهرهای جهان در زمینه جهانی شدن می‌پردازد. این دانشگاه در بخش جغرافیا دانشگاه لافبورو در لسترشر، بریتانیا مستقر است. شبکه تحقیقاتی جهانی شدن و شهرهای جهان توسط پیتر جی. تیلور در سال ۱۹۹۸ تأسیس شد. آنها به همراه جان بیورستاک و ریچارد جی. اسمیت، دسته‌بندی دوسالانه شبکه تحقیقاتی جهانی شدن و شهرهای جهان از شهرهای جهان را به سطوح «آلفا»، «بتا» و «گاما» بر اساس ارتباط بین‌المللی آنها ایجاد کردند.

### آلفا ++
شهرهای آلفا ++ شهرهایی هستند که بیشتر با اقتصاد جهانی یکپارچه شده‌اند:
- لندن
- نیویورک

### آلفا +
Alpha + "دیگر شهرهای بسیار یکپارچه دیگری هستند که مکمل لندن و نیویورک هستند و تا حد زیادی نیازهای خدمات پیشرفته برای اقیانوس آرام/آسیا [منطقه] را پر می‌کنند":
- پکن
- دبی
- هنگ کنگ
- پاریس
- شنگهای
- سنگاپور
- توکیو

### آلفا
- آمستردام (۱)
- بروکسل
- شیکاگو
- فرانکفورت
- جاکارتا
- کوالا لامپور
- لس آنجلس
- مادرید
- مکزیکوسیتی
- میلان
- مسکو
- بمبئی
- سائو پائولو
- سیدنی (۱)
- تورنتو

### آلفا −
- بانکوک (۱)
- بنگلور (۱)
- بوستون (۱)
- بوئنوس آیرس (۱)
- دوبلین
- گوانگ‌ژو (۱)
- استانبول (۱)
- ژوهانسبورگ
- لیسبون
- لوکزامبورگ (شهر)
- مانیل
- ملبورن (۱)
- مونترآل
- مونیخ
- دهلی نو
- پراگ
- ریاض
- سان فرانسیسکو
- سانتیاگو
- سئول (۱)
- شنژن
- استکهلم
- تایپه (۱)
- وین
- ورشو (۱)
- زوریخ (۱)

## بتا
شهرهای سطح بتا شهرهایی هستند که مناطق اقتصادی متوسط را به اقتصاد جهانی مرتبط می‌کنند و به سه بخش بتا +، بتا و شهرهای بتا طبقه‌بندی می‌شوند.

### بتا +
- آتلانتا
- اوکلند (نیوزیلند)
- بارسلون (۱)
- بیروت (۱)
- برلین (۱)
- بوگوتا (۱)
- بریزبن (۱)
- بخارست
- بوداپست (۱)
- قاهره
- چنگدو
- کپنهاگ
- دالاس
- دوحه
- دوسلدورف
- هامبورگ
- هیوستون (۱)
- لیما
- میامی (۲)
- رم (۱)
- تل‌آویو
- ونکوور
- واشینگتن، دی.سی. (۱)

### بتا
- ابوظبی
- آتن (۱)
- کیپ‌تاون
- کازابلانکا
- چنای
- چونگ‌کینگ (۱)
- دنور
- هانگژو (۱)
- هانوی (۱)
- هلسینکی (۱)
- هوشی‌مین (شهر) (۱)
- کراچی
- کی‌یف
- منامه
- مونته‌ویدئو
- نایروبی
- نانجینگ
- اسلو
- پاناماسیتی (۱)
- پرث (۱)
- فیلادلفیا
- ریو دو ژانیرو
- سیاتل (۱)
- تیانجین

### بتا −
- آلماتی
- امان (۲)
- آستین، تگزاس (۲)
- بلگراد
- براتیسلاوا
- کلگری (۱)
- کاراکاس (۱)
- چانگشا
- دالیان
- دیترویت (۱)
- داکا
- ادینبرو
- ژنو
- جرج‌تاون، جزایر کیمن
- گواتمالاسیتی (۱)
- حیدرآباد (هند) (۱)
- جده
- جینان (شاندونگ)
- کامپالا
- کویت (شهر) (۱)
- لاگوس (۱)
- لاهور (۱)
- لیون
- منچستر
- مینیاپولیس (۱)
- مونتری
- مسقط (۱)
- نیکوزیا
- اوساکا (۱)
- کیتو
- سن پترزبورگ (۲)
- سن دیگو (۲)
- سان خوزه (کاستاریکا)
- سان سالوادور
- شنیانگ
- صوفیه (۱)
- اشتوتگارت
- تمپا، فلوریدا (۲)
- تونس (شهر)
- ووهان (۱)
- شیامن
- شی‌آن (۱)
- زاگرب (۱)
- ژنگژو (۱)

## گاما
شهرهای سطح گاما شهرهایی هستند که مناطق اقتصادی کوچکتر را به اقتصاد جهانی پیوند می دهند و به سه بخش گاما +، گاما و شهرهای گاما طبقه بندی می شوند.

### گاما +
- آدلاید
- احمدآباد (هند) (۱)
- الجزیره (۱)
- آنتورپ (۱)
- باکو (۱)
- بالتیمور (۱)
- بلفاست (۱)
- شارلوت، کارولینای شمالی (۱)
- کلن (۲)
- دارالسلام (تانزانیا)
- گلاسگو
- گوادالاخارا، خالیسکو (۱)
- هفئی (۱)
- اسلام‌آباد (۱)
- کلکته (۱)
- کون‌مینگ (۱)
- لیوبلیانا (۱)
- مدئین (۲)
- اورلاندو (فلوریدا) (۲)
- پنوم‌پن (۲)
- فینیکس (آریزونا) (۱)
- پورتو (۱)
- پونه (شهر)
- چینگ‌دائو (۱)
- ریگا
- روتردام
- سن خوزه، کالیفرنیا (۱)
- سنت لوئیس، میزوری (۱)
- سوژو (۱)
- تفلیس (۱)

### گاما
- آنکارا
- بریستول
- کلمبو (۱)
- داکار (۲)
- دوربان (۱)
- یوتبری (۳)
- گوایاکیل (۱)
- هایکو (شهر) (۳)
- لاپاز (بولیوی)
- مالمو (۳)
- ماناگوئه (۲)
- نانت (۱)
- نشویل، تنسی (۱)
- اتاوا (۱)
- سان خوآن (۲)
- سانتو دومینگو
- تایچونگ (۳)
- تگوسیگالپا
- تیرانا (۱)
- تورین
- والنسیا (۲)
- ویلنیوس
- ولینگتون
- وروتسواف (۱)

### گاما −
- آکرا (۲)
- آسونسیون (۱)
- بلو هوریزونته
- بیلبائو (۱)
- کلیولند (۲)
- کلمبوس، اوهایو (۲)
- دوالا (۱)
- ادمونتون (۱)
- فوجو
- هراره (۲)
- هاربین (۲)
- کائوهسیونگ (۱)
- کانزاس‌سیتی، میزوری (۱)
- کاتوویتسه (۲)
- لوزان (۱)
- لیماسول (۲)
- لوآندا (۱)
- مالاگا (۲)
- ماپوتو
- میلواکی
- ناگویا (۲)
- ناسائو (۱)
- پورت‌لوئیس (۳)
- پنانگ
- پوزنان
- کرتارو سیتی (۱)
- ساکرامنتو، کالیفرنیا
- سالت لیک سیتی (۲)
- تائی‌یوان (۱)

## کفایت
شهرهای دارای سطح کفایت، شهرهایی هستند که دارای درجه کافی از خدمات هستند تا بیش از حد به شهرهای جهان وابسته نباشند. این به شهرهای با کفایت بالا و شهرهای کافی طبقه‌بندی می‌شود.

### کفایت بالا
- آبیجان
- آبوجا
- بیرمنگام (۴)
- برازیلیا (۱)
- سینسیناتی، اوهایو (۱)
- کوریتیبا (۱)
- دمام (شهر) (۱)
- هارتفورد، کنتیکت
- ایندیاناپلیس (۱)
- جوهر بهرو (۱)
- کراکوف (۱)
- لیدز
- لوساکا (۲)
- ماکائو (۱)
- نانگبو
- پورتو آلگری
- پورت آو اسپین (۱)
- پوئبلا سیتی (۱)
- رالی، کارولینای شمالی
- سن آنتونیو (۱)
- سویل (۱)
- استراسبورگ (۱)
- لاهه (۱)
- تیخوانا (۱)
- اولان‌باتور (۱)
- یانگون (۱)
- ایروان (۱)

### کفایت
- آرهوس
- ابردین
- آگوئاسکالینتس (شهر)
- اسکندریه
- آستانه (قزاقستان)
- بغداد
- بندر سری بگاوان
- بارانکیا
- بازل
- برگن
- برن (سوئیس)[i]
- برمینگم، آلاباما
- بیشکک[i]
- بلانتایر، مالاوی
- بولونیا
- بوردو
- برازاویل[i]
- برمن
- بوفالو، نیویورک
- بورسا
- بوسان[i]
- کالی (شهر)
- کمپیناس
- کانبرا
- کاردیف
- سبو (شهر)
- چانگچون
- چی‌واوا (ایالت چی‌واوا)[i]
- کیشیناو
- کرایست‌چرچ
- سیوداد خوارس، چیئوائوا
- کوردوبا، آرژانتین
- دموین، آیووا
- دورتموند
- درسدن
- دوشنبه (تاجیکستان)
- اسن[i]
- فلورانس (۱)
- فوکوئوکا
- گابورون (۱)
- جنوآ
- گویانیا
- گراتس
- گرونوبل
- گوئیانگ
- حیفا[i]
- هالیفاکس (نوا اسکوشیا)
- همیلتون (برمودا)
- هانوفر
- هریسبورگ، پنسیلوانیا[i]
- هوبارت[i]
- خوخ‌خوت
- هونولولو[i]
- سینچو[i]
- ازمیر (۱)
- جکسون‌ویل، فلوریدا
- اورشلیم
- کابل
- کازان
- کیگالی
- کینگستون، جامائیکا
- کینشاسا
- کوبه (شهر)[i]
- کوچی (هند)
- کیوتو[i]
- لابوآن (۱)
- لانژو
- لاس وگاس (۱)
- لایپزیگ
- لئون، گوآناخوآتو
- لیبرویل
- لیژ
- لیل (فرانسه)
- لینتس
- لیورپول
- ووچ
- لومه[i]
- لویی‌ویل، کنتاکی
- ایالت ملاکا[i]
- مانهایم[i]
- مارسی
- ممفیس، تنسی
- مریدا، یوکاتان
- مخیکالی
- مینسک (۲)
- مون‌پلیه
- نانچانگ
- ناننینگ
- ناپل
- نیواورلئان
- نیوکاسل
- نیس
- ناتینگهام
- نووسیبیرسک
- نورنبرگ
- اکلاهما سیتی
- اوماها، نبراسکا[i]
- پالرمو[i]
- پالو آلتو، کالیفرنیا
- پیتسبرگ
- پودگوریتسا
- پورت الیزابت
- پورت هارکورت
- پورتلند، اورگن
- پورت مورزبی[i]
- پرتوریا
- کبک (شهر)
- رسیفی
- ریکیاویک
- ریچموند، ویرجینیا
- راچستر، نیویورک
- روساریو، سانتا فه
- سالوادور، باهیا[i]
- سان لوئیس پوتوسی سیتی
- سن پدرو سولا
- صنعا
- سانتا کروس د لا سیرا (بولیوی)
- ساپورو[i]
- سارایوو
- ساسکاتون[i]
- سندای[i]
- شفیلد[i]
- شیجیاژوانگ
- اسکوپیه (۱)
- ساوت‌همپتون (۱)
- سورابایا (۱)
- سووا[i]
- تاینان[i]
- تالین (۳)
- تاشکند
- تولوز
- تریسته
- تالسا، اکلاهما
- اورومچی
- اوترخت
- والنسیا، کارابوبو
- والپارایسو
- وینتیان
- ویندهوک
- وینیپگ
- ووشی
- یوکوهاما[i]
- جوهای